# Behendigheid

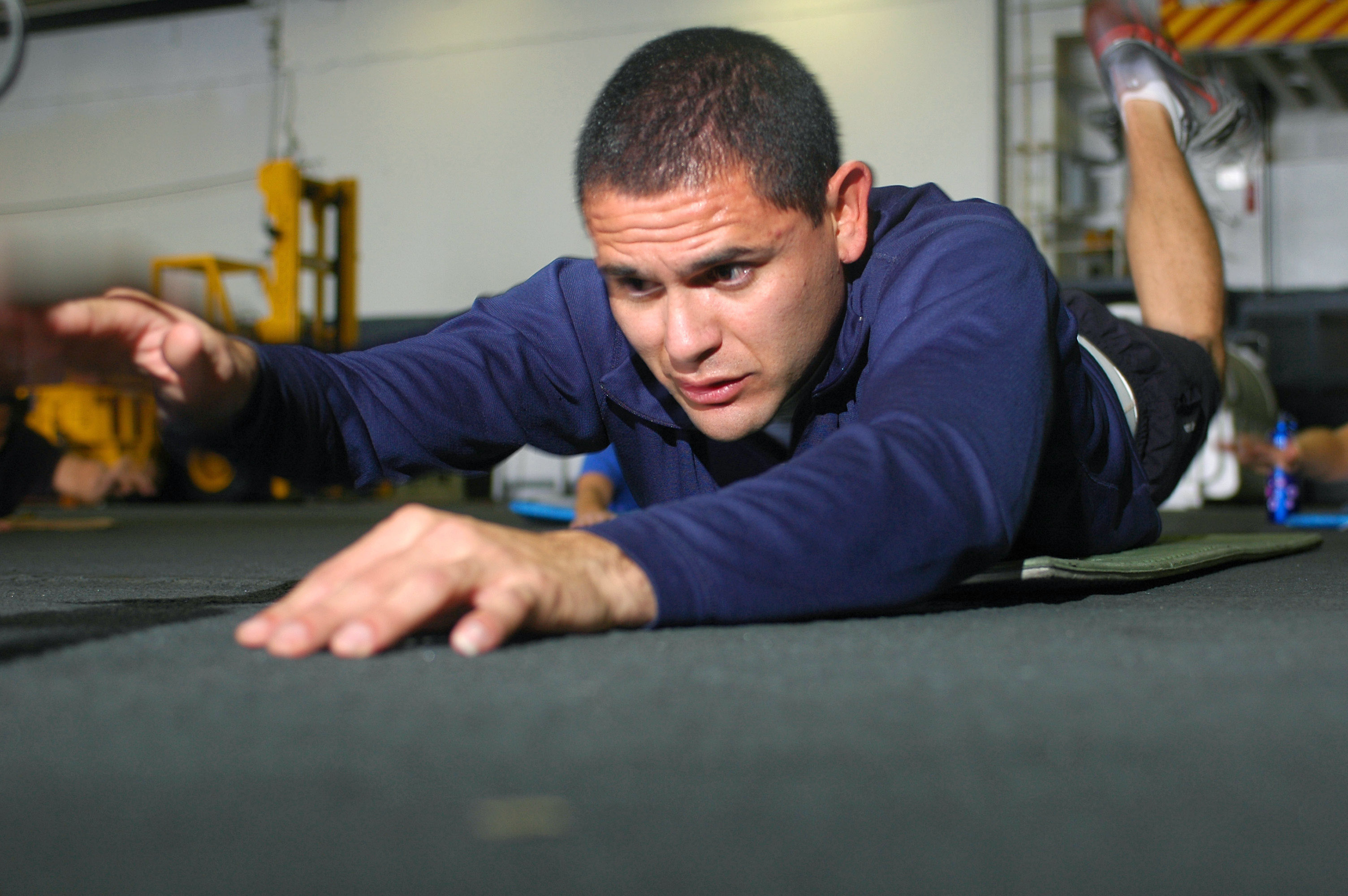
Een militair van de United States Navy bereid zich voor op een United States Navy Physical Readiness Test. Militairen moeten zeer behendig zijn, waarbij alle innerlijke vaardigheden van belang zijn.

Behendigheid is het vermogen om de positie van het lichaam efficiënt te veranderen en vereist een combinatie van vaardigheden binnen het lichaam waaronder balans, coördinatie, snelheid, reflexen, kracht, en uithoudingsvermogen. 
Bij balans zorgt de persoon ervoor niet voorover te vallen, met behulp van zijn zintuigen (ogen, oren en de proprioceptische organen in de gewrichten).